# Baijiantan
Baijiantan (léase Bái-Chiángtan; en chino, 白碱滩区; pinyin, Báijiǎntān qū, en uigur: جەرەنبۇلاق رايونى, romanizado: jerenbulaq rayoni) es un distrito urbano bajo la administración directa de la Prefectura Karamay en la Región autónoma de Sinkiang, República Popular China. Su área es de 1271 km² y su población total para 2010 superó los 50 mil habitantes.

## Administración
Desde octubre de 2021, el distrito de Baijiantan se divide en 3 pueblos que se administran en subdistritos.